# Joram Kohen
Joram Kohen (hebrejsky יורם כהן‎, narozen 15. října 1960) je bývalý ředitel hlavní izraelské bezpečnostní služby Šin bet (Šabak).

## Biografie
Narodil se v Tel Avivu, kde i vyrůstal, a vystudoval ješivu Midrešet Noam v Pardes Chana. Mimo to vystudoval bakalářský a magisterský obor politologie na Haifské univerzitě. Během své povinné vojenské služby v Izraelských obranných silách sloužil v elitní průzkumné jednotce brigády Golani.
Po povinné vojenské službě nastoupil v roce 1982 u Šin bet, kde zprvu zastával pozici bezpečnostního důstojníka pro polní koordinátory. Po absolvování kurzu arabštiny se roku 1983 (od tohoto roku žije v Jeruzalémě) stal polním koordinátorem pro oblast Binjamin a v roce 1989 pro oblast Ramalláh. V roce 1991 byl jmenován velitelem operačního oddělení v oblasti Jehuda a v roce 1996 byl jmenován velitelem divize prevence terorismu (Terror Prevention Division) pro stejnou oblast. V letech 1999 až 2001 působil jako velitel divize prevence arabsko-íránského terorismu (Arab-Iranian Terror Prevention Division). V roce 2003 byl jmenován velitelem oblasti Jeruzalém a Judea a Samaří.
Dne 15. května 2011 vystřídal Juvala Diskina ve funkci ředitele Šin bet.
Je ženatý, má pět dětí a bydlí v Jeruzalémě.